# Herminiimonas
Herminiimonas ist eine Gattung von Bakterien. Einige von ihnen können Arsenverbindungen abbauen und könnte daher für die Umweltreinigung von Interesse sein. Eine besondere Art wurde in Eisproben gefunden, die aus über 3.000 Metern Tiefe stammen, was die Fähigkeit der Gattung zeigt, in extremen Umgebungen zu überleben. Die vollständige Genomsequenz des Arsenverbindungen nutzenden Stammes Herminiimonas arsenicoxydans ULPAs1T wurde sequenziert, was detaillierte Einblicke in seinen genetischen Aufbau ermöglicht.

## Merkmale
Arten von Herminiimonas sind durch Flagellen beweglich. Herminiimonas glaciei besitzt typischerweise ein oder zwei polare Geißeln (an den Enden der Zelle) und kann auch eine bis drei seitliche Geißeln haben. Andere Arten sind meist nur mit einer polaren Geißel ausgestattet, die ihnen hilft, sich in flüssigen Umgebungen fortzubewegen. Endosporen wurden nicht beobachtet. Die Bakterien sind gramnegativ. Die Kolonien sind gelb-pigmentiert oder auch nicht pigmentiert. So erscheinen Kolonien von Herminiimonas contaminans, H. glaciei und H. saxobsidens nicht pigmentiert, dem hingegen bilden H. fonticola, H. aquatilis und H. arsenicoxydan gelb gefärbte Kolonien.
In dieser Gattung sind einige sehr kleine Organismen vertreten, so sind die stäbchenförmigen Zellen von Herminiimonas saxobsiden nur 0,4 × 0,8 Mikrometer groß.

## Stoffwechsel
Herminiimonas benötigt Sauerstoff, es ist aerob. Der Stoffwechselweg ist die Atmung. Es ist Chemoorganotroph, d. h. es benötigt organische Moleküle, wie Aminosäuren, für das Wachstum.
Die Arten der Gattung Herminiimonas sind nicht in der Lage auf Zucker oder Polyole zu wachsen. Mehrere organische Säuren und sehr wenige Aminosäuren (Alanin und Glycin) werden als Kohlenstoff- und Energiequellen genutzt. Die Typenstämme einiger Arten können auch auf komplexen Aminosäuremischungen wie Pepton wachsen. Der Oxidase-Test verläuft positiv.
Die meisten Arten können niedrige Temperaturen tolerieren, so zeigt z. B. Herminiimonas arsenicoxydans Wachstum bei Temperaturen von 4–30 °C, optimale Temperature sind 25 °C. Der Typstamm von H. arsenicoxydans verfügt über Gene für den Nitrat-/Nitrit-Transport und für die vollständige Reduktion von Nitrat zu Stickstoff (N2).

## Taxonomie
Das wichtigste respiratorische Chinon ist das Ubichinon 8. Die wichtigsten  Lipide innerhalb der [[]]Zellmembran sind Phosphatidylethanolamin (PE), Phosphatidylglycerin (PG) und Diphosphatidylglycerin (DPG). Einige Arten besitzen auch das Phosphatidylserin (PS).
Die in der Membran enthaltenden Fettsäuren sind  geradkettig und gesättigt, es sind auch ungesättigte Fettsäuren vorhanden. C10:0 3-OH ist in moderaten Mengen in allen Arten vorhanden.
In einigen Arten sind große Mengen der Fettsäure cis-9,10-Methylenhexadecansäure, eine Art der Cyclopropanfettsäuren (CFA), vorhanden.

## Ökologie
Arten von Herminiimonas wurden in verschiedenen Umgebungen gefunden, darunter Trinkwasser, Gletschereis, von Flechten besiedeltes Gestein und sogar in arsenverseuchten Industrieabwässern. Der Fund von Herminiimonas glaciei stammt aus 120.000 Jahre altem Grönland-Eis aus 3042 m Tiefe.  Ein nicht kultivierter Stamm wurde aus mit Kohlenteer kontaminiertem Boden in New York isoliert. Dessen Genom weist darauf hin, dass es mehrere aromatische Verbindungen wie Benzolsäure, Toluol und p-Kresol abbauen könnte.
16S rRNA-Sequenzen von Herminiimonas-Stämmen wurden aus dem Gletschereiswurm Mesenchytraeus solifugus in Alaska isoliert. Andere 16S rRNA wurde aus dem Roten Palmrüsselkäfer (KF126878) und der Haut einer Maus (KF508484) gewonnen. 16S rRNA-Sequenzen von Herminiimonas wurden hauptsächlich aus Süßwasserproben wie Teichwasser, einem ammoniumreichen Aquifer, Eisbohrkernen, Kryokonitlochwasser sowie aus Pflanzen wie Zuckerrüben  gewonnen. Diese Organismen scheinen auch Süßwasserumgebungen zu besiedeln, von denen einige mit Schwermetallen kontaminiert sein können. Hierbei sind sie gelegentlich mit Tieren und Pflanzen vergesellschaftet.
H. saxobsidens-Stamm ASM2612v1 ist in der Lage Arsenit, As(III), in die weniger toxische und weniger mobile Form Arsenat, As(V), umzuwandeln. Dieser Organismus verfügt über mehrere Gene, die zur Umwandlung und Freisetzung von Arsen-Ionen führen. Er toleriert des Weiteren relativ hohe Mengen an Selen(IV), Mangan(II), Chrom(III), Cadmium(III), Antimon(III) und Nickel(II).
Diese Fähigkeiten, deutet darauf hin, dass dieser Stamm für die Bioremediation eingesetzt werden könnte, bei der Bakterien zur Reinigung von Umweltverschmutzungen verwendet werden.
Der Typstamm von Herminiimonas contaminans wurde als Verunreinigung (Kontaminant) in einem biopharmazeutischen Produktionsprozess in Schweden isoliert.

## Systematik
Herminiimonas zählt zu der Familie Oxalobacteraceae der Abteilung Proteobacteria. Die erstbeschriebene Art ist Herminiimonas fonticola, sie wurde von Chantal Fernandes und Mitarbeitern im Jahr 2005 eingeführt. Die 16S-rRNA-Gensequenzen von bis 2014 beschriebenen Herminiimonas-Arten ähneln zu 93,0–96,5 % den Typusarten von Herbaspirillum, Paucimonas, Janthinobacterium und Duganella (alle zu der Familie Oxalobacteraceae zählend).
Der Gattungsname Herminiimonas leitet sich vom lateinische Wort Herminius für Gebirge ab. Es bezieht sich auf den Fundort der zuerst beschrieben Art der Gattung, der Fundort liegt im portugiesischen Gebirge Serra da Estrela. 
Es folgt eine Liste einiger Arten:
- Herminiimonas aquatilis Kämpfer et al. 2006
- Herminiimonas arsenicoxydans Muller et al. 2006
- "Herminiimonas arsenitoxidans" Koh et al. 2017
- Herminiimonas contaminans Kämpfer et al. 2013
- Herminiimonas fonticola Fernandes et al. 2005
- Herminiimonas glaciei Loveland-Curtze et al. 2009
- Herminiimonas saxobsidens Lang et al. 2007

Die Art "Herminiimonas arsenitoxidans" ist noch nicht vollständig beschrieben.